# Festival de Torroella de Montgrí
El Festival de Torroella de Montgrí és un festival de música que se celebra a Torroella de Montgrí (Baix Empordà) des de l'any 1981. Des de l'any 1992 és membre de l'Associació Europea de Festivals.

## Història
Des que el 1272 Torroella de Montgrí va esdevenir vila reial i els monarques passaven temporades a la població, la música ha format part de la vida dels torroellencs. Primer, amb les capelles reials de música que durant la residència de la cort a la vila omplien de trobadors i ministrers les cases nobles i els actes populars; més tard, amb la Capella Musical de l'església de Sant Genís, de la qual al segle xviii van sorgir destacats compositors com Anselm Viola i Benet Julià. I a partir de la segona meitat del segle xix, amb el desenvolupament de la sardana i la cobla. Aquesta llarga tradició ha modelat el gust per la música dels torroellencs, capaços d'establir forts vincles amb els intèrprets que des de 1981 desfilen cada estiu pel Festival de Torroella de Montgrí.
El Festival de Músiques de Torroella de Montgrí es va iniciar l'any 1981 amb un cicle de pocs concerts que se celebraven en el marc arquitectònic medieval del nucli antic, l'església gòtica de Sant Genís, plaça porticada gòtico-renaixentista i Antic Convent dels Agustins, de finals del segle xvii. Fins a l'any 2019 s'havien celebrat 39 edicions i un total de 928 concerts amb assistència de més de 435.729 espectadors.

## Intèrprets destacats
Des del seu inici, hi han participat intèrprets diversos:
En l'apartat de grans pianistes Joaquin Achúcarro, Bella Davidovitx, Fazil Say, Josep Colom, Mélnikov i, dels cel·listes, Mischa Maiski, Radu Aldulescu, Natalia Gutman i Lluís Claret. També ha actuat en recitals el contrabaixista Franco Petracchi, l'arpista Nicanor Zabaleta; el guitarrista Narciso Yepes, el saxofonista Jan Garbarek, el flautista Jean-Pierre Rampal, entre d'altres.
Entre les formacions orquestrals destaquen l'Orquestra Simfònica de Barcelona i Nacional de Catalunya (OBC), Orquestra del Gran Teatre del Liceu, entre d'altres. Els grups de música antiga més destacats que han passat pel Festival són la Capella Reial de Catalunya dirigida per Jordi Savall; l'Europe Galante de Fabio Biondi i Musica Antiqua Köln de Reinhard Goebel. En l'apartat de cors i grups vocals sobresurten L'Escolania de Montserrat i el Cor Juvenil Mundial de Jeunesses Musicales.
Per altra banda, com a intèrprets de les anomenades Músiques del Món, el Festival ha convidat figures tan destacades com Ravi Shankar, Miriam Makeba, Maria del Mar Bonet, Miquel Gil i Josep Gimeno El Botifarra, entre d'altres.

## EFFE Label 2017-2018 i 2019-2020[2][calcitació]
Recentment, el Festival de Torroella de Montgrí ha estat seleccionat per un jurat internacional per rebre l'EFFE Label 2017-2018 i 2019-2020 que atorga l'Associació Europea de Festivals, un segell sinònim de qualitat artística que reconeix els millors festivals d'Europa. Les raons al·legades pel jurat per seleccionar el Festival de Torroella de Montgrí han estat el seu "atractiu i valors", així com els seus "esforços per arribar a un públic ampli, per establir relacions entre els artistes joves i els professionals consolidats i per la solidesa de les seves instal·lacions, que són un potencial per a Festival que, malgrat la seva llarga trajectòria, no ha deixat de redefinir el seu sentit en la societat”.

## Directors artístics[3][4][calcitació]
- Josep Lloret i Colell (1981 - 2011)
- Oriol Pérez Treviño (2011-2012). Adjunt de direcció (2000-2010)
- Montse Faura i Salvador (2013 - actualitat)